# فهرست منابع پروتئین حیوانی
فهرست زیر منابع پروتئین حیوانی شامل گوشت و اعضای خوراکی گاو، گوساله، بره، مرغ، ماکیان (به غیر از مرغ)، آبزیان، و نیز تخم ماکیان و گروه لبنیات و مواد غیرلبنی مشابه را دربر گرفته‌است. مقادیر واقعی پروتئین در مواد غذایی همانند پنیر که در کارخانه‌های مختلف در سراسر جهان تولید می‌شود، به دلیل پارامترهای تأثیرگذار متغیر در تولید محصول، احتمال دارد دارای مغایرت‌های قابل توجهی با مقادیر یادشده در جدول باشند.
جداول زیر دارای داده‌های متغیر می‌باشد، بدین مفهوم که با گذر زمان ممکن است داده‌هایی به جدول‌های زیر گروه مواد خوراکی اضافه شده یا حذف گردد و هم چنین این احتمال وجود دارد که مقادیر ذکر شده در جدول با توجه به تغییر انجام گرفته در منبع اصلی این مقاله، اندکی تغییر کنند، لذا در هیچ زمانی نمی‌توان این مقاله را یک مقاله کامل شده قلمداد کرد.
مقادیر موجود در جدول بر اساس زیاد به کم فهرست‌بندی شده‌است.

## گاو

برش گوشت گاو در آمریکا

| ماده غذایی (۱۰۰ گرم)                                                                       | پروتئین (گرم) |
| ------------------------------------------------------------------------------------------ | ------------- |
| بالاران، قسمت پایین، استیک، بدون چربی قابل دید، تمام گریدها، پخته به روش تفت‌آب‌پزی          | ۳۴            |
| بالاران، قسمت پایین، استیک، با چربی قابل دید، تمام گریدها، پخته به روش تفت‌آب‌پزی            | ۳۳٫۶          |
| دنده، دنده‌های کوتاه، بدون چربی قابل دید، پخته به روش تفت‌آب‌پزی                              | ۳۰٫۸          |
| کمر، استیک فیله، بدون استخوان، بدون چربی قابل دید، تمام گریدها، پخته به روش کبابی گریل شده | ۳۰٫۷          |
| تاپ سیرلوین، استیک، بدون چربی قابل دید، پخته با حرارت مستقیم                               | ۳۰٫۶          |
| کمر، استیک فیله، بدون استخوان، با چربی قابل دید، تمام گریدها، پخته به روش کبابی گریل شده   | ۳۰٫۵          |
| سرسینه کامل، بدون چربی قابل دید، تمام گریدها، پخته به روش تفت‌آب‌پزی                         | ۲۹٫۸          |
| تاپ سیرلوین، استیک، با چربی قابل دید، پخته با حرارت مستقیم                                 | ۲۹٫۳          |
| جگر، پخته به روش تفت‌آب‌پزی                                                                  | ۲۹٫۱          |
| دل، پخته به روش آرام‌پز                                                                     | ۲۸٫۵          |
| قلوه‌گاه، استیک، بدون چربی قابل دید، پخته به روش تفت‌آب‌پزی                                   | ۲۸            |
| قلوه‌گاه، استیک، بدون چربی قابل دید، پخته با حرارت مستقیم                                   | ۲۸            |
| بالاران، قسمت پایین، بدون چربی قابل دید، تمام گریدها، پخته به روش برشته‌پزی                 | ۲۷٫۸          |
| قلوه‌گاه، استیک، با چربی قابل دید، پخته با حرارت مستقیم                                     | ۲۷٫۶          |
| بالاران، قسمت پایین، با چربی قابل دید، تمام گریدها، پخته به روش برشته‌پزی                   | ۲۷٫۴          |
| قلوه، پخته به روش آرام‌پز                                                                   | ۲۷٫۳          |
| قلوه‌گاه، استیک، با چربی قابل دید، پخته به روش تفت‌آب‌پزی                                     | ۲۷            |
| سرسینه کامل، با چربی قابل دید، تمام گریدها، پخته به روش تفت‌آب‌پزی                           | ۲۶٫۸          |
| جگر، پخته به روش سرخ‌شده در تابه                                                            | ۲۶٫۵          |
| گردن، زیر کتف، بدون استخوان، با چربی قابل دید، تمام گریدها، پخته به روش کبابی گریل شده     | ۲۶٫۲          |
| چرخکرده، فرم همبرگری، ۷۰ درصد گوشت ۳۰ درصد چربی، پخته با حرارت مستقیم                      | ۲۵٫۴          |
| دنده، دنده‌های کوتاه، با چربی قابل دید، پخته به روش تفت‌آب‌پزی                                | ۲۱٫۶          |
| جگر سفید، پخته به روش تفت‌آب‌پزی                                                             | ۲۰٫۴          |
| زبان، پخته به روش آرام‌پز                                                                   | ۱۹٫۳          |
| مغز، پخته به روش سرخ‌شده در تابه                                                            | ۱۲٫۶          |
| مغز، پخته به روش آرام‌پز                                                                    | ۱۱٫۷          |

## گوساله
| ماده غذایی (۱۰۰ گرم)                                                                  | پروتئین (گرم) |
| ------------------------------------------------------------------------------------- | ------------- |
| پا (بخش داخلی پای عقب)، بدون چربی قابل دید، پخته به روش تفت‌آب‌پزی                      | ۳۶٫۷          |
| پا (بخش داخلی پای عقب)، با چربی قابل دید، پخته به روش تفت‌آب‌پزی                        | ۳۶٫۲          |
| شانه، بازو، بدون چربی قابل دید، پخته به روش تفت‌آب‌پزی                                  | ۳۵٫۷          |
| دنده، بدون چربی قابل دید، پخته به روش تفت‌آب‌پزی                                        | ۳۴٫۴          |
| راسته، بدون چربی قابل دید، پخته به روش تفت‌آب‌پزی                                       | ۳۴            |
| شانه کامل (بازو و کتف)، بدون چربی قابل دید، پخته به روش تفت‌آب‌پزی                      | ۳۳٫۷          |
| کمر، بدون چربی قابل دید، پخته به روش تفت‌آب‌پزی                                         | ۳۳٫۶          |
| شانه، بازو، با چربی قابل دید، پخته به روش تفت‌آب‌پزی                                    | ۳۳٫۶          |
| پا (بخش داخلی پای عقب)، بدون چربی قابل دید، پخته به روش سرخ شده در تابه (سوخاری نشده) | ۳۳٫۲          |
| شانه، کتف، بدون چربی قابل دید، پخته به روش تفت‌آب‌پزی                                   | ۳۲٫۷          |
| دنده، با چربی قابل دید، پخته به روش تفت‌آب‌پزی                                          | ۳۲٫۴          |
| ماهیچه (جلو و عقب)، بدون چربی قابل دید، پخته به روش تفت‌آب‌پزی                          | ۳۲٫۲          |
| شانه کامل (بازو و کتف)، باچربی قابل دید، پخته به روش تفت‌آب‌پزی                         | ۳۲٫۱          |
| پا (بخش داخلی پای عقب)، با چربی قابل دید، پخته به روش سرخ شده در تابه (سوخاری نشده)   | ۳۱٫۸          |
| ماهیچه (جلو و عقب)، با چربی قابل دید، پخته به روش تفت‌آب‌پزی                            | ۳۱٫۵          |
| راسته، با چربی قابل دید، پخته به روش تفت‌آب‌پزی                                         | ۳۱٫۳          |
| شانه، کتف، با چربی قابل دید، پخته به روش تفت‌آب‌پزی                                     | ۳۱٫۳          |
| سینه کامل، بدون استخوان، بدون چربی قابل دید، پخته به روش تفت‌آب‌پزی                     | ۳۰٫۳          |
| کمر، با چربی قابل دید، پخته به روش تفت‌آب‌پزی                                           | ۳۰٫۲          |
| دل، پخته به روش تفت‌آب‌پزی                                                              | ۲۹٫۱          |
| جگر، پخته به روش تفت‌آب‌پزی                                                             | ۲۸٫۴          |
| پا (بخش داخلی پای عقب)، بدون چربی قابل دید، پخته به روش برشته‌پزی                      | ۲۸٫۱          |
| جگر، پخته به روش سرخ‌شده در تابه                                                       | ۲۷٫۴          |
| پا (بخش داخلی پای عقب)، با چربی قابل دید، پخته به روش برشته‌پزی                        | ۲۷٫۷          |
| سینه کامل، بدون استخوان، با چربی قابل دید، پخته به روش تفت‌آب‌پزی                       | ۲۷            |
| قلوه، پخته به روش تفت‌آب‌پزی                                                            | ۲۶٫۳          |
| کمر، بدون چربی قابل دید، پخته به روش برشته‌پزی                                         | ۲۶٫۳          |
| راسته، بدون چربی قابل دید، پخته به روش برشته‌پزی                                       | ۲۶٫۳          |
| شانه، بازو، بدون چربی قابل دید، پخته به روش برشته‌پزی                                  | ۲۶٫۱          |
| زبان، پخته به روش تفت‌آب‌پزی                                                            | ۲۵٫۹          |
| چرخکرده، پخته به روش سرخ‌شده در تابه                                                   | ۲۵٫۸          |
| شانه کامل (بازو و کتف)، بدون چربی قابل دید، پخته به روش برشته‌پزی                      | ۲۵٫۸          |
| دنده، بدون چربی قابل دید، پخته به روش برشته‌پزی                                        | ۲۵٫۸          |
| شانه، کتف، بدون چربی قابل دید، پخته به روش برشته‌پزی                                   | ۲۵٫۶          |
| شانه، بازو، با چربی قابل دید، پخته به روش برشته‌پزی                                    | ۲۵٫۵          |
| شانه کامل (بازو و کتف)، با چربی قابل دید، پخته به روش برشته‌پزی                        | ۲۵٫۳          |
| شانه، کتف، با چربی قابل دید، پخته به روش برشته‌پزی                                     | ۲۵٫۲          |
| راسته، با چربی قابل دید، پخته به روش برشته‌پزی                                         | ۲۵٫۱          |
| کمر، با چربی قابل دید، پخته به روش برشته‌پزی                                           | ۲۴٫۸          |
| چرخکرده، پخته با حرارت مستقیم                                                         | ۲۴٫۴          |
| دنده، با چربی قابل دید، پخته به روش برشته‌پزی                                          | ۲۴            |
| جگر سفید، پخته به روش تفت‌آب‌پزی                                                        | ۱۸٫۷          |
| مغز، پخته به روش سرخ‌شده در تابه                                                       | ۱۴٫۵          |
| مغز، پخته به روش تفت‌آب‌پزی                                                             | ۱۱٫۵          |

## بره

برش گوشت گوسفند در بریتانیا

| ماده غذایی (۱۰۰ گرم)                                                              | پروتئین (گرم) |
| --------------------------------------------------------------------------------- | ------------- |
| شانه، بازو، بدون چربی قابل دید، پخته به روش تفت‌آب‌پزی                              | ۳۵٫۵          |
| تکه مکعبی برای خورش یا کباب (پا و شانه)، بدون چربی قابل دید، پخته به روش تفت‌آب‌پزی | ۳۳٫۷          |
| شانه کامل، بدون چربی قابل دید، پخته به روش تفت‌آب‌پزی                               | ۳۲٫۸          |
| شانه، کتف، بدون چربی قابل دید، پخته به روش تفت‌آب‌پزی                               | ۳۲٫۴          |
| ران پای جلو، بدون چربی قابل دید، پخته به روش تفت‌آب‌پزی                             | ۳۱            |
| جگر، پخته به روش تفت‌آب‌پزی                                                         | ۳۰٫۶          |
| شانه، بازو، با چربی قابل دید، پخته به روش تفت‌آب‌پزی                                | ۳۰٫۴          |
| کمر، بدون چربی قابل دید، پخته با حرارت مستقیم                                     | ۳۰            |
| شانه کامل، با چربی قابل دید، پخته به روش تفت‌آب‌پزی                                 | ۲۸٫۷          |
| شانه، کتف، با چربی قابل دید، پخته به روش تفت‌آب‌پزی                                 | ۲۸٫۵          |
| ران پای جلو، با چربی قابل دید، پخته به روش تفت‌آب‌پزی                               | ۲۸٫۴          |
| پا کامل (ران پای جلو و راسته)، بدون چربی قابل دید، پخته به روش برشته‌پزی           | ۲۸٫۳          |
| تکه مکعبی برای خورش یا کباب (پا و شانه)، بدون چربی قابل دید، پخته با حرارت مستقیم | ۲۸٫۱          |
| دنده، بدون چربی قابل دید، پخته با حرارت مستقیم                                    | ۲۷٫۷          |
| شانه، بازو، بدون چربی قابل دید، پخته با حرارت مستقیم                              | ۲۷٫۷          |
| شانه کامل (بازو و کتف)، بدون چربی قابل دید، پخته با حرارت مستقیم                  | ۲۷٫۱          |
| کمر، بدون چربی قابل دید، پخته به روش برشته‌پزی                                     | ۲۶٫۶          |
| دنده، بدون چربی قابل دید، پخته به روش برشته‌پزی                                    | ۲۶٫۲          |
| پا کامل (ران پای جلو و راسته)، با چربی قابل دید، پخته به روش برشته‌پزی             | ۲۵٫۶          |
| جگر، سرخ‌شده در تابه                                                               | ۲۵٫۵          |
| شانه، کتف، بدون چربی قابل دید، پخته با حرارت مستقیم                               | ۲۵٫۵          |
| شانه، بازو، بدون چربی قابل دید، پخته به روش برشته‌پزی                              | ۲۵٫۵          |
| کمر، با چربی قابل دید، پخته با حرارت مستقیم                                       | ۲۵٫۲          |
| دل، پخته به روش تفت‌آب‌پزی                                                          | ۲۵            |
| شانه کامل (کتف و بازو)، بدون چربی قابل دید، پخته به روش برشته‌پزی                  | ۲۴٫۹          |
| چرخکرده، پخته با حرارت مستقیم                                                     | ۲۴٫۸          |
| شانه، کتف، بدون چربی قابل دید، پخته به روش برشته‌پزی                               | ۲۴٫۶          |
| شانه، بازو، با چربی قابل دید، پخته با حرارت مستقیم                                | ۲۴٫۴          |
| شانه کامل، با چربی قابل دید، پخته با حرارت مستقیم                                 | ۲۴٫۴          |
| قلوه، پخته به روش تفت‌آب‌پزی                                                        | ۲۳٫۷          |
| شانه، کتف، با چربی قابل دید، پخته با حرارت مستقیم                                 | ۲۳٫۱          |
| کمر، با چربی قابل دید، پخته به روش برشته‌پزی                                       | ۲۲٫۶          |
| شانه، بازو، با چربی قابل دید، پخته به روش برشته‌پزی                                | ۲۲٫۵          |
| شانه کامل (کتف و بازو)، با چربی قابل دید، پخته به روش برشته‌پزی                    | ۲۲٫۵          |
| شانه، کتف، با چربی قابل دید، پخته به روش برشته‌پزی                                 | ۲۲٫۳          |
| دنده، با چربی قابل دید، پخته با حرارت مستقیم                                      | ۲۲٫۱          |
| زبان، پخته به روش تفت‌آب‌پزی                                                        | ۲۱٫۶          |
| دنده، با چربی قابل دید، پخته به روش برشته‌پزی                                      | ۲۱٫۱          |
| جگر سفید، پخته به روش تفت‌آب‌پزی                                                    | ۱۹٫۹          |
| مغز، سرخ‌شده در تابه                                                               | ۱۷            |
| مغز، پخته به روش تفت‌آب‌پزی                                                         | ۱۲٫۶          |

## مرغ

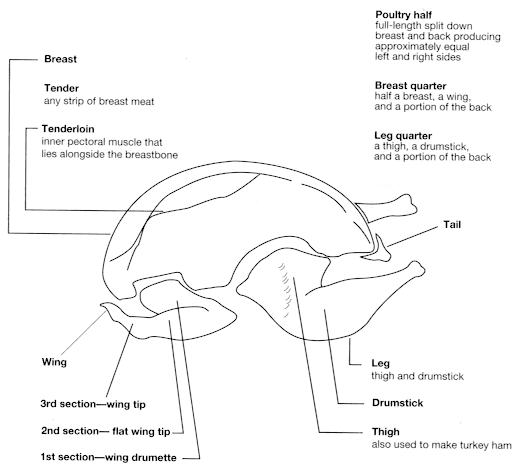
تقسیم‌بندی برش گوشت ماکیان طبق شیوه وزارت کشاورزی ایالات متحده آمریکا

| ماده غذایی (۱۰۰ گرم)                                                                   | پروتئین (گرم) |
| -------------------------------------------------------------------------------------- | ------------- |
| سینه، فقط گوشت، جوجه گوشتی یا مرغ جوان مناسب سرخ کردن، پخته، سرخ‌شده                    | ۳۳٫۴          |
| سینه با پوست، جوجه گوشتی یا مرغ جوان مناسب سرخ کردن، پخته، سرخ شده با روکش آرد         | ۳۱٫۸          |
| سینه، فقط گوشت، جوجه گوشتی یا مرغ جوان مناسب سرخ کردن، پخته به روش برشته‌پزی            | ۳۱            |
| بال، فقط گوشت، جوجه گوشتی یا مرغ جوان مناسب سرخ کردن، پخته به روش برشته‌پزی             | ۳۰٫۵          |
| سنگدان، آرام‌پز                                                                         | ۳۰٫۴          |
| بال، فقط گوشت، جوجه گوشتی یا مرغ جوان مناسب سرخ کردن، پخته، سرخ شده                    | ۳۰٫۲          |
| سینه، فقط گوشت، جوجه گوشتی یا مرغ جوان مناسب سرخ کردن، پخته به روش خورش                | ۲۹            |
| ران کامل، فقط گوشت، جوجه گوشتی یا مرغ جوان مناسب سرخ کردن، پخته، سرخ شده               | ۲۸٫۴          |
| مغز ران، فقط گوشت، جوجه گوشتی یا مرغ جوان مناسب سرخ کردن، پخته، سرخ شده                | ۲۸٫۲          |
| سینه، فقط گوشت، جوجه گوشتی، پخته به روش باربیکیو با جوجه‌گردان                          | ۲۸            |
| سینه با پوست، جوجه گوشتی یا مرغ جوان مناسب سرخ کردن، پخته به روش خورش                  | ۲۷٫۴          |
| ساق ران با پوست، جوجه گوشتی یا مرغ جوان مناسب سرخ کردن، پخته، سرخ شده با روکش آرد      | ۲۷            |
| ران کامل با پوست، جوجه گوشتی یا مرغ جوان مناسب سرخ کردن، پخته، سرخ شده با روکش آرد     | ۲۶٫۸          |
| مغز ران با پوست، جوجه گوشتی یا مرغ جوان مناسب سرخ کردن، پخته، سرخ شده با روکش آرد      | ۲۶٫۸          |
| دل، آرام‌پز                                                                             | ۲۶٫۴          |
| ران کامل، فقط گوشت، جوجه گوشتی یا مرغ جوان مناسب سرخ کردن، پخته به روش خورش            | ۲۶٫۳          |
| بال با پوست، جوجه گوشتی یا مرغ جوان مناسب سرخ کردن، پخته، سرخ شده با روکش آرد          | ۲۶٫۱          |
| ساق ران با پوست، جوجه گوشتی یا مرغ جوان مناسب سرخ کردن، پخته به روش خورش               | ۲۵٫۳          |
| مغز ران، فقط گوشت، جوجه گوشتی یا مرغ جوان مناسب سرخ کردن، پخته به روش خورش             | ۲۵            |
| سینه با پوست، جوجه گوشتی یا مرغ جوان مناسب سرخ کردن، پخته، سرخ شده با روکش خمیرابه     | ۲۴٫۸          |
| مغز ران، فقط گوشت، جوجه گوشتی یا مرغ جوان مناسب سرخ کردن، پخته به روش برشته‌پزی         | ۲۴٫۸          |
| جگر، آرام‌پز                                                                            | ۲۴٫۵          |
| ران کامل، فقط گوشت، جوجه گوشتی یا مرغ جوان مناسب سرخ کردن، پخته به روش برشته‌پزی        | ۲۴٫۲          |
| ران کامل با پوست، جوجه گوشتی یا مرغ جوان مناسب سرخ کردن، پخته به روش خورش              | ۲۴٫۲          |
| ران کامل با پوست، جوجه گوشتی یا مرغ جوان مناسب سرخ کردن، پخته به روش برشته‌پزی          | ۲۴            |
| بال با پوست، جوجه گوشتی یا مرغ جوان مناسب سرخ کردن، پخته به روش برشته‌پزی               | ۲۳٫۸          |
| ساق ران با پوست، جوجه گوشتی یا مرغ جوان مناسب سرخ کردن، پخته به روش برشته‌پزی           | ۲۳٫۴          |
| مغز ران با پوست، جوجه گوشتی یا مرغ جوان مناسب سرخ کردن، پخته به روش خورش               | ۲۳٫۳          |
| مغز ران با پوست، جوجه گوشتی یا مرغ جوان مناسب سرخ کردن، پخته به روش برشته‌پزی           | ۲۳٫۳          |
| بال با پوست، جوجه گوشتی یا مرغ جوان مناسب سرخ کردن، پخته به روش خورش                   | ۲۲٫۸          |
| ساق ران با پوست، جوجه گوشتی یا مرغ جوان مناسب سرخ کردن، پخته، سرخ شده با روکش خمیرابه  | ۲۲            |
| ران کامل با پوست، جوجه گوشتی یا مرغ جوان مناسب سرخ کردن، پخته، سرخ شده با روکش خمیرابه | ۲۱٫۸          |
| مغز ران با پوست، جوجه گوشتی یا مرغ جوان مناسب سرخ کردن، پخته، سرخ شده با روکش خمیرابه  | ۲۱٫۶          |
| بال با پوست، جوجه گوشتی یا مرغ جوان مناسب سرخ کردن، پخته، سرخ شده با روکش خمیرابه      | ۱۹٫۹          |

## ماکیان (به غیر از مرغ)
| ماده غذایی (۱۰۰ گرم)                             | پروتئین (گرم) |
| ------------------------------------------------ | ------------- |
| قرقاول، پخته                                     | ۳۲٫۴          |
| بوقلمون، گوشت سفید، پخته به روش برشته‌پزی         | ۳۰٫۱          |
| شترمرغ، قسمت استریپ (strip) داخلی، پخته          | ۲۹٫۴          |
| شترمرغ، قسمت داخلی پا، پخته                      | ۲۹            |
| غاز اهلی، گوشت، پخته به روش برشته‌پزی             | ۲۹            |
| شترمرغ، قسمت صدفی، پخته                          | ۲۸٫۸          |
| بوقلمون، سینه، گوشت و پوست، پخته به روش برشته‌پزی | ۲۸٫۷          |
| شترمرغ، قسمت استریپ بیرونی، پخته                 | ۲۸٫۶          |
| شترمرغ، قسمت تیپ (tip) با حذف چربی‌ها، پخته       | ۲۸٫۵          |
| شترمرغ، قسمت تاپ لوین، پخته                      | ۲۸٫۱          |
| بوقلمون، پا، گوشت و پوست، پخته به روش برشته‌پزی   | ۲۷٫۹          |
| بوقلمون، بال، گوشت و پوست، پخته به روش برشته‌پزی  | ۲۷٫۴          |
| بوقلمون، چرخ‌کرده، پخته                           | ۲۷٫۴          |
| بوقلمون، جگر، پخته به روش آرام‌پز                 | ۲۷            |
| بوقلمون، سنگدان، پخته به روش آرام‌پز              | ۲۶٫۵          |
| غاز اهلی، گوشت و پوست، پخته به روش برشته‌پزی      | ۲۵٫۲          |
| بلدرچین                                          | ۲۵٫۱          |
| بوقلمون، دل، پخته به روش آرام‌پز                  | ۲۴٫۹          |
| مرغابی اهلی، گوشت، پخته به روش برشته‌پزی          | ۲۳٫۵          |
| مرغابی اهلی، گوشت و پوست، پخته به روش برشته‌پزی   | ۱۹            |

## آبزیان
| ماده غذایی (۱۰۰ گرم)                                    | پروتئین (گرم) |
| ------------------------------------------------------- | ------------- |
| تن باله آبی، پخته تحت حرارت خشک                         | ۲۹٫۹          |
| تن زرد باله، پخته تحت حرارت خشک                         | ۲۹٫۲          |
| تن نوع لایت، کنسرو شده در روغن                          | ۲۹٫۱          |
| هوور مسقطی، پخته تحت حرارت خشک                          | ۲۸٫۲          |
| سالمون کوهو، وحشی (غیر پرورشی)، پخته تحت حرارت مرطوب    | ۲۷٫۴          |
| تن نوع سفید، کنسرو شده در روغن                          | ۲۶٫۵          |
| سرخو، با ادویه مخلوط شده، پخته تحت حرارت خشک            | ۲۶٫۳          |
| تیلاپیا، پخته تحت حرارت خشک                             | ۲۶٫۲          |
| سالمون جویبار، پخته تحت حرارت خشک                       | ۲۵٫۷          |
| صدف دوکفه‌ای، پخته تحت حرارت مرطوب، با ادویه مخلوط شده   | ۲۵٫۶          |
| سالمون آتلانتیک، وحشی (غیر پرورشی)، پخته تحت حرارت خشک  | ۲۵٫۴          |
| ذغال ماهی آتلانتیک، پخته تحت حرارت خشک                  | ۲۴٫۹          |
| هامور، پخته تحت حرارت خشک، با ادویه مخلوط شده           | ۲۴٫۸          |
| کفال راه‌راه (کفال خاکستری)، پخته تحت حرارت خشک          | ۲۴٫۸          |
| اردک‌ماهی شمالی، پخته تحت حرارت خشک                      | ۲۴٫۷          |
| ساردین آتلانتیک، کنسرو در روغن، بااستخوان               | ۲۴٫۶          |
| خاویار، سیاه و قرمز، دانه‌دانه                           | ۲۴٫۶          |
| سالمون صورتی، پخته تحت حرارت خشک                        | ۲۴٫۶          |
| کاشی‌ماهی، پخته تحت حرارت خشک                            | ۲۴٫۵          |
| سالمون کوهو پرورشی، پخته تحت حرارت خشک                  | ۲۴٫۳          |
| خوش‌گوشت، پخته تحت حرارت خشک                             | ۲۴٫۲          |
| ماهی خال‌خالی، پخته تحت حرارت خشک                        | ۲۳٫۹          |
| قزل‌آلای رنگین‌کمان پرورشی، پخته تحت حرارت خشک            | ۲۳٫۸          |
| خرچنگ کوئین (queen)، پخته تحت حرارت مرطوب               | ۲۳٫۷          |
| حلزون خام                                               | ۲۳٫۵          |
| سالمون کوهو وحشی (غیر پرورشی)، پخته تحت حرارت خشک       | ۲۳٫۵          |
| شمشیرماهی، پخته تحت حرارت خشک                           | ۲۳٫۵          |
| شاه‌ماهی اطلسی، پخته تحت حرارت خشک                       | ۲۳            |
| قزل‌آلای رنگین‌کمان وحشی (غیر پرورشی)، پخته تحت حرارت خشک | ۲۲٫۹          |
| کپور، پخته تحت حرارت خشک                                | ۲۲٫۹          |
| کاد آتلانتیک، پخته تحت حرارت خشک                        | ۲۲٫۸          |
| میگو، پخته تحت حرارت مرطوب، با ادویه مخلوط شده          | ۲۲٫۸          |
| خارماهی نواری، پخته تحت حرارت خشک                       | ۲۲٫۷          |
| سیمین‌ماهی رنگین‌کمان، پخته تحت حرارت خشک                 | ۲۲٫۶          |
| لوزی‌ماهی اطلس، پخته تحت حرارت خشک                       | ۲۲٫۵          |
| خرچنگ دانجنس، پخته تحت حرارت مرطوب                      | ۲۲٫۳          |
| سالمون آتلانتیک، پرورشی، پخته تحت حرارت خشک             | ۲۲٫۱          |
| خاویاری، پخته تحت حرارت خشک، با ادویه مخلوط شده         | ۲۰٫۷          |
| روغن‌ماهی کوچک، پخته تحت حرارت خشک                       | ۲۰            |
| خرچنگ آلاسکا کینگ (Alaska king)، پخته تحت حرارت مرطوب   | ۱۹٫۴          |
| لابستر شمالی، پخته تحت حرارت مرطوب                      | ۱۹            |
| شوریده اطلسی، سرخ شده با لایه آرد                       | ۱۸٫۲          |
| شبدیزماهی، پخته تحت حرارت خشک                           | ۱۷٫۲          |
| کفشک‌ماهی (گونه‌های کفشک و ماهی حلوا)، پخته تحت حرارت خشک | ۱۵٫۲          |
| صدف چروک شرقی، وحشی (غیر پرورشی)، پخته تحت حرارت مرطوب  | ۱۱٫۴          |
| صدف چروک شرقی، وحشی (غیر پرورشی)، پخته تحت حرارت خشک    | ۸٫۹           |
| صدف چروک شرقی، پرورشی، پخته تحت حرارت خشک               | ۷             |

## تخم ماکیان
| ماده غذایی (۱۰۰ گرم)                  | پروتئین (گرم) |
| ------------------------------------- | ------------- |
| سفیده تخم‌مرغ، خشک شده                 | ۸۱٫۱          |
| پودر جانشین تخم‌مرغ                    | ۵۵٫۵          |
| تخم‌مرغ کامل، خشک شده                  | ۴۸٫۱          |
| زرده تخم‌مرغ، خشک شده                  | ۳۳٫۶          |
| زرده تخم مرغ، خام                     | ۱۵٫۹          |
| تخم غاز، خام                          | ۱۳٫۹          |
| تخم بوقلمون، خام                      | ۱۳٫۷          |
| تخم‌مرغ کامل، سرخ‌شده                   | ۱۳٫۶          |
| تخم بلدرچین، خام                      | ۱۳٫۱          |
| تخم اردک، خام                         | ۱۲٫۶          |
| تخم‌مرغ کامل، آب‌پز سفت (Hard Boiled)   | ۱۲٫۶          |
| تخم‌مرغ کامل، خام                      | ۱۲٫۶          |
| تخم‌مرغ کامل، پخته به روش تنگاب‌پز      | ۱۲٫۵          |
| سفیده تخم‌مرغ، خام                     | ۱۰٫۹          |
| تخم‌مرغ کامل، پخته به روش املت         | ۱۰٫۶          |
| تخم‌مرغ کامل، پخته به روش تخم‌مرغ هم‌زده | ۱۰            |

## لبنیات و مواد غیرلبنی مشابه
| ماده غذایی (۱۰۰ گرم)                                                   | پروتئین (گرم) |
| ---------------------------------------------------------------------- | ------------- |
| پنیر پارمسان کم سدیم                                                   | ۴۱٫۶          |
| شیر بدون چربی، خشک (پودر)، معمولی، بدون افرودنی ویتامین آ و دی         | ۳۶٫۲          |
| پنیر پارمسان سفت                                                       | ۳۵٫۸          |
| شیر بدون چربی، خشک (پودر)، فوری (instant)، بدون افرودنی ویتامین آ و دی | ۳۵٫۱          |
| پنیر رومانو                                                            | ۳۱٫۸          |
| پنیر موتزارلا، بدون چربی                                               | ۳۱٫۷          |
| پنیر پارمسان رنده شده                                                  | ۲۸٫۴          |
| پنیر سوئیسی کم چرب                                                     | ۲۸٫۴          |
| پنیر سوئیسی کم سدیم                                                    | ۲۸٫۴          |
| پنیر سوئیسی                                                            | ۲۷            |
| شیر کامل، خشک (پودر)، بدون افرودنی ویتامین دی                          | ۲۶٫۳          |
| شیر کامل، خشک (پودر)، غنی شده با ویتامین دی                            | ۲۶٫۳          |
| پنیر زیره                                                              | ۲۵٫۲          |
| پنیر ادامر                                                             | ۲۵            |
| پنیر گودا                                                              | ۲۴٫۹          |
| پنیر آمریکایی پاستوریزه کم‌چرب                                          | ۲۴٫۶          |
| کره بادام زمینی، دارای تکه‌های خرد شده ریز، دارای نمک                   | ۲۴٫۱          |
| پنیر چدار                                                              | ۲۲٫۹          |
| کره بادام زمینی، نوع نرم، دارای نمک                                    | ۲۲٫۲          |
| پنیر موتزارلا تهیه شده با شیر کامل                                     | ۲۲٫۲          |
| بلوچیز                                                                 | ۲۱٫۴          |
| پنیر آمریکایی بی‌چرب                                                    | ۲۱٫۱          |
| کره بادام، ساده، دارای نمک                                             | ۲۱            |
| پنیر کامامبر                                                           | ۱۹٫۸          |
| پنیر آمریکایی پاستوریزه بدون ویتامین دی افزودنی                        | ۱۸٫۱          |
| کره تخمه آفتابگردان، دارای نمک                                         | ۱۷٫۳          |
| ارده، از دانه‌های برشته شده و تفت داده شده (بیشتریت نوع مصرفی)          | ۱۷            |
| پنیر فتا                                                               | ۱۴٫۲          |
| آب‌پنیر شیرین، خشک شده                                                  | ۱۲٫۹          |
| پنیر کوتاژ کم‌چرب، یک درصد چربی                                         | ۱۲٫۴          |
| آب‌پنیر ترش، خشک شده                                                    | ۱۱٫۷          |
| پنیر کوتاژ خامه‌ای                                                      | ۱۱٫۱          |
| پنیر کوتاژ کم‌چرب، دو درصد چربی                                         | ۱۰٫۵          |
| ماست یونانی بدون چربی                                                  | ۱۰٫۲          |
| ماست یونانی کم چرب                                                     | ۱۰            |
| ماست یونانی تهیه شده از شیر کامل                                       | ۹             |
| پنیر ریکوتا، تهیه شده با شیر کامل                                      | ۷٫۵           |
| پنیر خامه‌ای                                                            | ۶٫۲           |
| شیر گوسفند                                                             | ۶             |
| ماست ساده بدون چربی                                                    | ۵٫۷           |
| ماست ساده کم‌چرب                                                        | ۵٫۳           |
| شیر گاومیش هندی                                                        | ۳٫۸           |
| بستنی شکلاتی                                                           | ۳٫۸           |
| کفیر ساده کم چرب، برند لایف‌وی (LIFEWAY)                                | ۳٫۸           |
| خامه نارگیل (مایع چلانده شده از گوشت رنده شده نارگیل)                  | ۳٫۶           |
| شیر بز، غنی شده با ویتامین دی                                          | ۳٫۶           |
| ماست ساده، تهیه شده از شیر کامل                                        | ۳٫۵           |
| خامه ترش، لایت                                                         | ۳٫۵           |
| بستنی وانیلی                                                           | ۳٫۵           |
| شیر، نوشیدنی شکلات، کاکائو داغ، خانگی                                  | ۳٫۵           |
| شیرکاکائو کم چربی، غنی شده با ویتامین آ و دی                           | ۳٫۵           |
| شیر کاکائو بدون چربی، غنی شده با ویتامین آ و دی                        | ۳٫۴           |
| شیر بدون چربی                                                          | ۳٫۴           |
| شیر بدون چربی، غنی شده با ویتامین آ و دی                               | ۳٫۴           |
| شیر یک درصد چربی                                                       | ۳٫۴           |
| شیر یک درصد چربی، غنی شده با ویتامین آ و دی                            | ۳٫۴           |
| شیر دو درصد چربی                                                       | ۳٫۳           |
| شیر دو درصد چربی، غنی شده با ویتامین آ و دی                            | ۳٫۳           |
| شیر سویا، اورجینال و وانیلی، بدون مواد افزودنی                         | ۳٫۳           |
| بستنی توت‌فرنگی                                                         | ۳٫۲           |
| شیر کاکائو از شیر کامل، کارخانه‌ای، غنی شده با ویتامین آ و دی           | ۳٫۲           |
| شیر با چربی کامل (۳/۲ درصد چربی)                                       | ۳٫۲           |
| شیر با چربی کامل (۳/۲ درصد چربی)، غنی شده با ویتامین دی                | ۳٫۲           |
| شیر کاکائو کم‌چرب، کارخانه‌ای، غنی شده با ویتامین آ و دی                 | ۳             |
| شیر کم سدیم                                                            | ۳٫۱           |
| پودر جایگزین خامه                                                      | ۲٫۵           |
| خامه ترش، پرورشی                                                       | ۲٫۴           |
| شیر نارگیل طبیعی (شیر چلانده شده از مایع و گوشت رنده شده نارگیل)       | ۲٫۳           |
| شیر کاکائو سویا، بدون مواد افزودنی                                     | ۲٫۳           |
| شیر انسان                                                              | ۱             |
| کره دارای نمک                                                          | ۰٫۹           |
| کره بی نمک                                                             | ۰٫۹           |
| مایه جایگزین خامه، لایت                                                | ۰٫۸           |